# Nederlands-China
De Vereenigde Oostindische Compagnie bezat factorijen aan de kust van China.
Er waren al Oost-Indië varende compagnieën aan de VOC voorgegaan in hun handel met China. De Britse Oost-Indische Compagnie en de Oostendse Compagnie hadden zich er al in het begin van de 17e eeuw gevestigd. De VOC had al wel een factorij in 1662 in Hoksieu. Maar ze begonnen pas echt mee te spelen toen ze tussen 1749-1803 zich vestigden in de handelsstad Kanton. Ze bereikten echter nooit de successen die andere Europese grootmachten hadden. In dit gebied handelde de Compagnie vooral in thee, porselein en zijde.
Toen het aanvang 19e eeuw onmogelijk werd in China te handelen, werd Formosa belangrijker. De handelsposten werden plaatselijk bestuurd door een opperhoofd.

## Plaatsen waar de VOC was
- Kanton, van: 1749 - 1803.
- Amoy (of Xiamen), data onbekend.
- Hoksieu (Fuzhou), van: ? - 1681.
- Huangpu, van: ? - 1728.

## Lijst van opperhoofden
Deze lijst is mogelijk incompleet
- Wilhelm van Meeseberg (gestorven in 1767 te Macau)
- Pieter Kintsius (gestorven in 1786 te Macau)
- Egbent van Karnebeek
- Jaen Henri Rabinel (gestorven op 24 maart 1816 te Macau)

Gouvernementen: Goudkust* · Nederlands Brazilië · Nederlandse Antillen · Nederlands-Guiana (Berbice* · Cayenne · Demerary* · Essequebo* · Pomeroon · Suriname*) · Nieuw-Nederland
Gebieden met een directeur: Maagdeneilanden
Gebieden met een baron: Tobago (geleend aan Cornelis Lampsins)
Factorijen / handelsposten: Arguin · Loango-Angolakust · Senegambia · Slavenkust
Gouvernementen: Amboina* · Banda* · Batavia* · Ceylon · Coromandelkust* · Formosa · Java's Noordoostkust* · Kaapkolonie* · Makassar* · Malakka* · Mauritius · Molukken*
Directoraten: Vestingen in Bengalen · Vestingen in Perzië · Suratte
Commandementen: Bantam* · Malabar · Sumatra's Westkust*
Residenten: Bandjarmasin* · Cheribon* · Palembang* · Pontianak*
Gebieden met een opperhoofd: Birma · Dejima* · Vestingen in Siam · Timor · Tonquin
Factorijen: Vestingen in China
Nederzettingen: Amsterdam eiland (incl. Smeerenburg) · Jan Mayen
Vestingen: Acadia · Fort Nassau · Zoutpannen in Venezuela
*: Gebieden ook in handen van de Bataafse Republiek geweest.